# Antonio Gabriele Severoli
Antonio Gabriele Severoli (ur. 28 lutego 1757 w Faenzy, zm. 8 września 1824 w Rzymie) – włoski kardynał.

## Życiorys
Pochodził z arystokratycznego rodu; był synem hrabiego Carlo Severoli i Anny Dorotei. W młodości uczył się w Rawennie, a następnie studiował w Modenie i na Papieskiej Akademii Kościelnej. W 1787 w Cesenie uzyskał tytuł doktora utroque iure. Dwa lata później w rodzinnej Faenzy przyjął święcenia kapłańskie. 23 kwietnia 1787 został wybrany biskupem Fano i był nim do 1801. Następnie został mianowany biskupem Petry, a 11 stycznia 1808 – biskupem Viterbo. W międzyczasie pełnił także rolę nuncjusza apostolskiego w Austrii.
8 marca 1816 został kreowany kardynałem prezbiterem z tytułem Santa Maria della Pace. W latach 1823–1824 pełnił rolę datariusza Jego Świątobliwości. Uczestniczył w konklawe 1823, jednak jego kandydatura została zablokowana, w wyniku weta zgłoszonego przez kardynała Giuseppe Albaniego (w imieniu cesarza Austrii, Franciszka I). Severoli zmarł w Rzymie, gdzie też został pochowany.